# Лемёшино
Лемёшино — деревня в Шатурском муниципальном районе Московской области. Входит в состав городского поселения Мишеронский. Население — 69 чел. (2010).

## Расположение
Деревня Лемёшино расположена в северной части Шатурского района, расстояние до МКАД порядка 149 км. Высота над уровнем моря 112 м.

## Название
В письменных источниках деревня упоминается как Лемешнево. На «Специальной карте Европейской России» И. А. Стрельбицкого обозначена как Лемешня.
Название связано с некалендарным личным именем Лемеш.

## История
В писцовой Владимирской книге В. Кропоткина 1637—1648 гг. упоминается пустошь Лемешная, Харламово тож, на озерке на Лемешном в Кривандинской волости Владимирского уезда. Пустошь принадлежала Никите Васильевичу Кафтыреву.
После отмены крепостного права деревня вошла в состав Селищенской волости Покровского уезда Владимирской губернии.
С 1835 года около деревни располагался Мишеронский стеклянный завод Товарищества «Братья Н. и И. Костеревы». В 1900 году на нём работало 274 рабочих. Завод производил стеклянные бутылки разного типа для вина, воды и водки. В год производилось около 3 426 091 бутылок.
После Октябрьской революции 1917 года был образован Лемешневский сельсовет. В 1921 году сельсовет находился в составе Лемешневской волости Орехово-Зуевского уезда Московской губернии. В 1923 году Лемешневская волость была переименована в Ленинскую. В 1926 году в сельсовет входила только одна деревня Лемешнево (Лемёшино).
В ходе реформы административно-территориального деления СССР в 1929 году Лемешневский сельсовет был упразднён, а деревня Лемешнево была передана Гармонихинскому сельсовету, который вошёл в состав Шатурского района Орехово-Зуевского округа Московской области.
C 1954 года деревня входила во Власовский сельсовет, а в 1977 году вошла в состав Бордуковского сельсовета.

## Население
| 1857 | 1895 | 1905 | 1926 | 1931 | 1970 |
| ---- | ---- | ---- | ---- | ---- | ---- |
| 156  | ↗277 | ↘253 | ↗306 | ↗528 | ↘77  |
| 1993 | 2002 | 2006 | 2010 |      |      |
| ↘20  | ↘6   | ↗40  | ↗69  |      |      |